# Luftbad

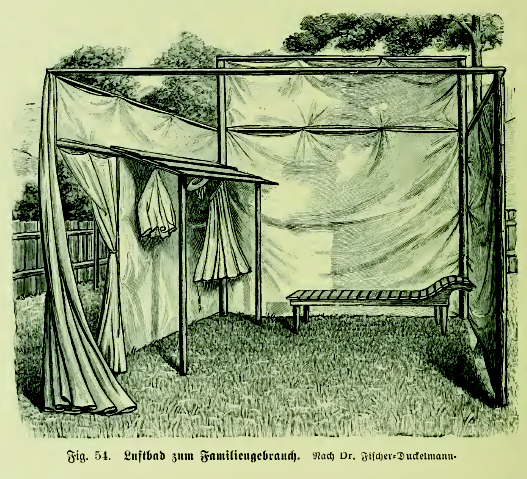
Luftbad för familjebruk, från boken Fischer-Dückelmann: Die Frau als Hausärztin, 1911.

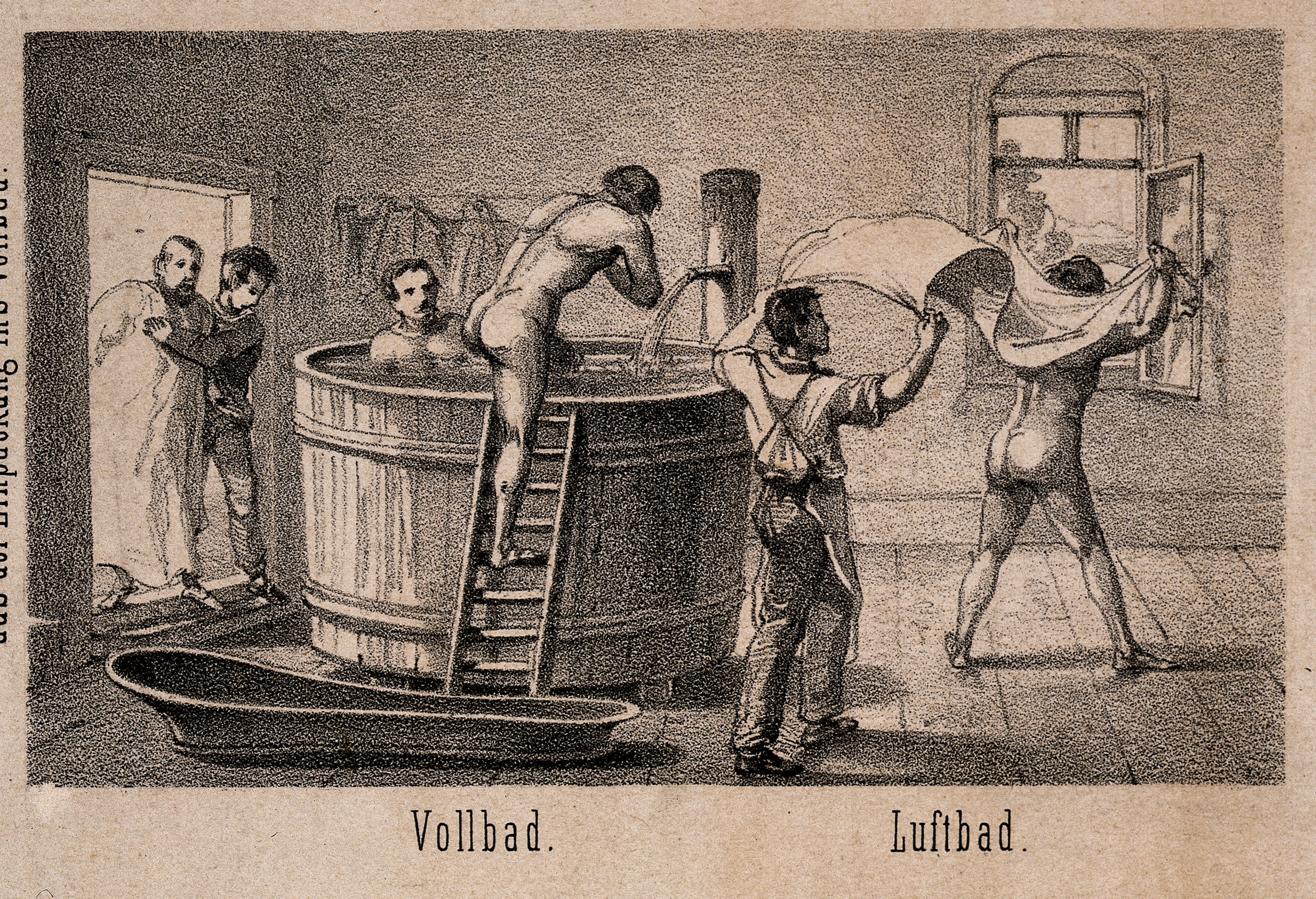
Exempel på hydroterapi, vattenbad och luftbad på kurort vid Gräfensberg, Tyskland, ca 1860.

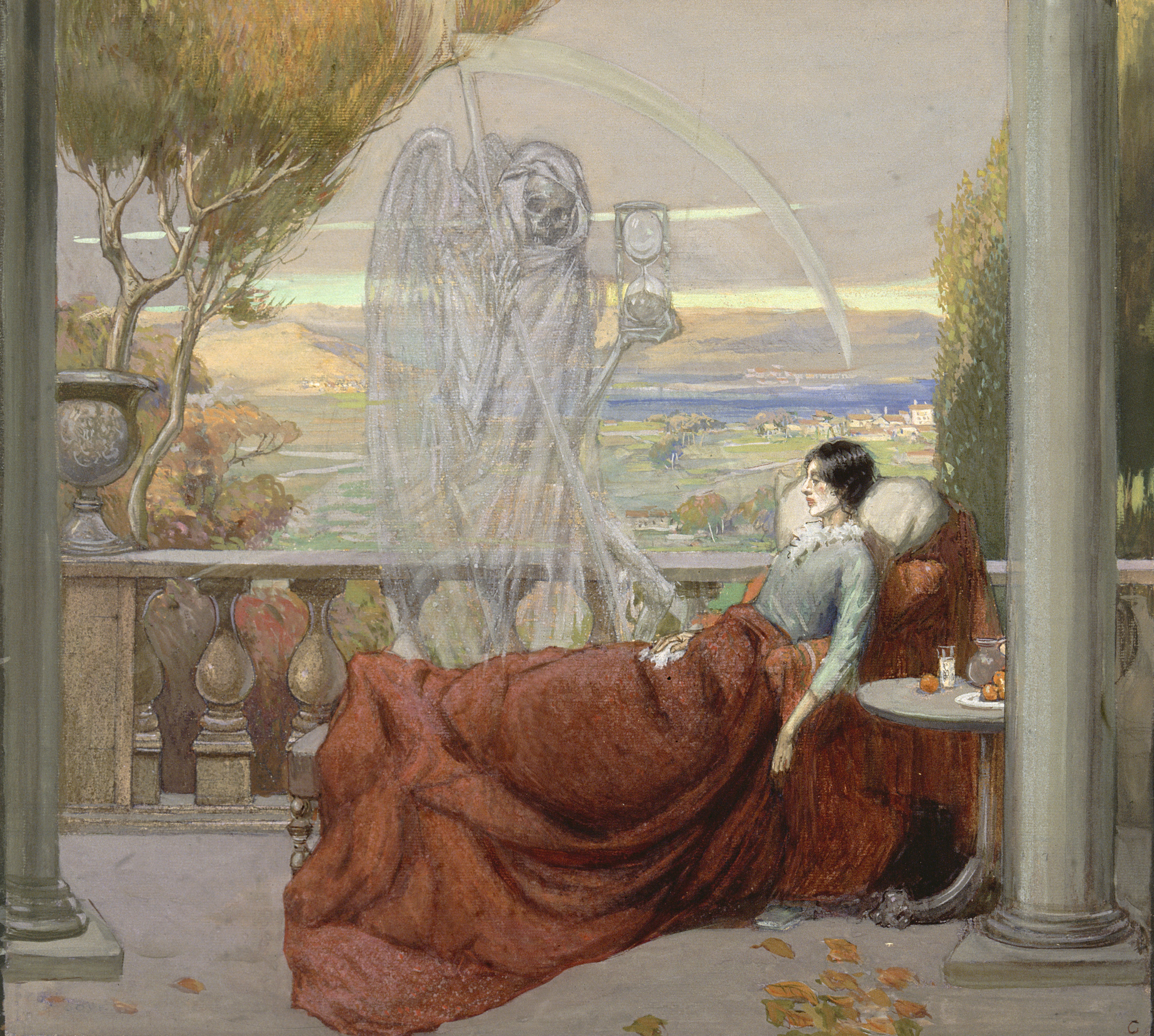
Åren 1860-1945 användes luft- och ljusbad för att behandla tuberkulos. Målning av Richard Tennant Cooper, 1912.

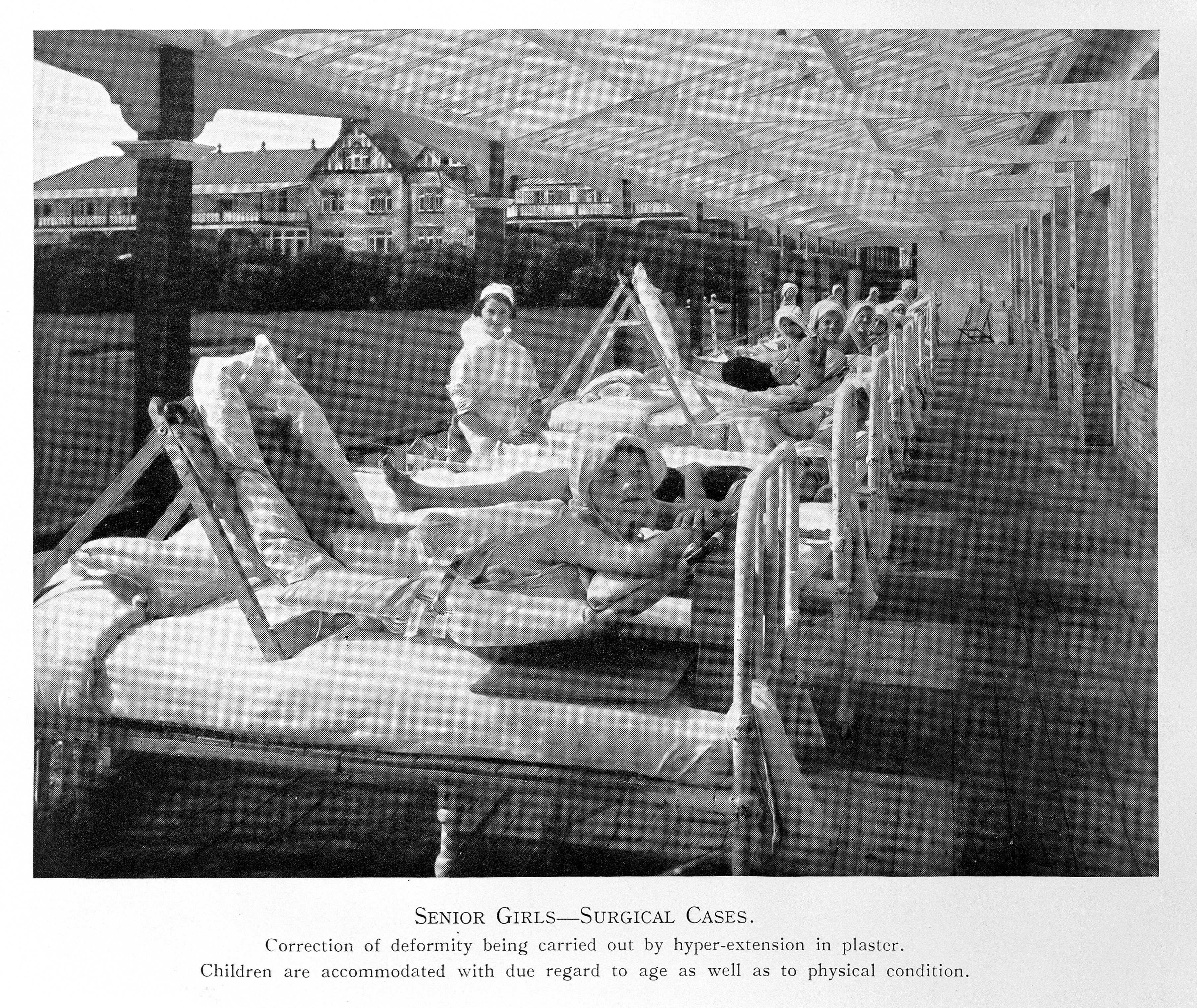
Luftbad på barnsanatoriet i engelska Stannington före ca 1950, då antibiotika blev tillgängligt för behandling av tuberkulos.

Luftbad (ibland kallat ”sol- och luftbad” eller ”ljus- och luftbad”) innebär att människokroppens nakna hud omsluts av ren luft. Luftbad hade medicinska eller hygieniska skäl, som en behandling, som förebyggande hälsovård, eller som rekreation. 
Luftbad kunde ske i naturen, (exempelvis intill en badplats), i trädgården eller inomhus intill ett öppet fönster. Luftbad förekom främst från mitten av 1800-talet till mitten av 1900-talet.

## Historia
En tidig förespråkare för luftbad var James Boswell, som redan 1777 i Life of Johnson skildrar lord Monboddos luftbad: ”Lord Monboddo told me that he awaked every morning at four, and then for his health got up and walked in his room naked, with his window open, which he called an air bath”. En badform som även hans samtida Benjamin Franklin uppskattade.
Georg Christoph Lichtenberg (1742–1799) förespråkar i sin skrift Das Luftbad år 1795 dels att man ska bada i alla fyra element, vatten, eld, jord och luft. Under påverkan från den engelska läkaren, John Abernethy, menade att huden andas på ett liknande sätt som lungorna, och att hela kroppen behöver fri tillgång till luft.
Tidiga förespråkare för luftbad var den tyska prästen och hälsoprofeten Sebastian Kneipp, som 1848 hade utvecklat kneippkuren, som var en slags kallvattenbehandling med bland annat barfotapromenader i fuktigt gräs. År 1907 inrättade Karl Kallenberg kuranstalten Kneippbyn på Gotland enligt Kneipps riktlinjer.
Den svenske läkaren Henrik Berg beskriver ”luftbad” i sin bok Läkarebok, 1919:
I varje trädgård kan man anordna ett luftbad för familjens bruk. Dock måste höga vaggar uppsättas för att hålla obehöriga blickar fjärran. Man kan lämpligen slå ned stolpar i fyrkant och på dem hänga segelduk till en viss höjd. Man ställer inuti ”luftbadet” en bänk med höjd huvudända. Man bör rätta sig efter solen och akta sig för att utestänga densamma. Ett skuggrikt träd och en grön gräsmatta öka luftbadets behag ansenligt. I stolparna slår man krokar för klädernas upphängning. På vindsidan uppsätter man ett snett brädtak, under vilket man kan hålla sina kläder torra, om man vill taga ett härligt luftbad i regn (naturligtvis regnbad). Ju större luftbadet göres, ju bättre för barn och fullvuxna. Bollspel i luftbadet är det mest njutningsrika, som kan önskas.
I hemmet kan luftbadet tagas helt enkelt så, att man avkläder sig och spatserar naken under tid, som efter omständigheterna kan växla från några minuter till 1/4 eller 1/2 timme. Man kan under tiden kraftigt frottera sin kropp med händerna. Luftbadet kan tagas antingen på morgonen vid uppstigning eller på kvällen före sin sängläggning
Vid flera av våra vattenkuranstalter anordnas nu för tiden luftbad medels flera rum av olika temperatur. Ej ovanligt är, att kurgäster gå nakna i snöväder och  taga luftbad.
De sjukdomar, som med fördel behandlas med luftbad äro: ömtålig hud med benägenhet för förkylning, blodbrist, dysämi och nervsvaghet, samt tillstånd, där ämnesomsättning är förlångsammad.
I Sverige var luftbad förhållandevis vanliga från 1890-talet och fram till 1930-talet, och hade viss anknytning till tidens hälsorörelser, frisksport och nakenkultur. Tidiga behandlingsmetoder av tbc kan ses som en utveckling av luftbadet.